# Masein
Masein (rétorománsky Masagn) je obec ve švýcarském kantonu Graubünden, okresu Viamala. Nachází se na náhorní planině nad údolím Zadního Rýna, asi 20 kilometrů jihozápadně od kantonálního hlavního města Churu, v nadmořské výšce 865 metrů. Má okolo 500 obyvatel.

## Geografie

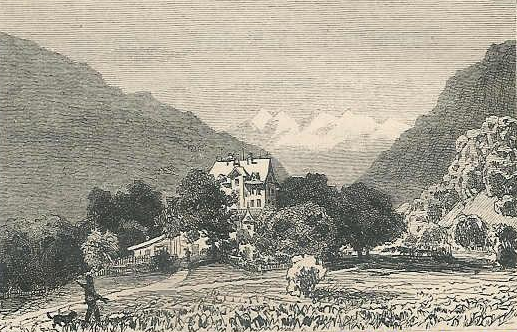
Hrad Untertagstein na historickém vyobrazení

Masein se nachází na svahu Heinzenbergu západně od Thusis. Kromě dvou hlavních místních částí Oberdorf a Unterdorf patří k obci také osady Crestalunga a Dalaus jižně od centra obce, hrad Tagstein a osady Cresta a Lochmühli východně od obce. Z celkové rozlohy obce 419 ha je 218 ha pokryto lesy a lesními porosty. Dalších 161 ha lze využít pro zemědělství. Kromě 25 ha zastavěné plochy je zde 15 ha neproduktivní půdy (převážně hory).

## Historie
Sídlo je poprvé zmiňováno roku 1156 ve slovním spojení de Medezenu. Obě hlavní části obce se pravděpodobně vyvinuly ze dvou velkých statků kláštera Cazis, zmiňovaných v roce 1156. Ve vrcholném a pozdním středověku vlastnili v Maseinu statky majitelé hradů Untertagstein a Schauenstein i jednotliví svobodní sedláci. Panovníky byli do roku 1337 Vazerové, poté Werdenbergerové a Rhäzünserové, od roku 1475 biskupové z Churu. Církevně patřil Masein k Hohenrätienu, od roku 1505 byl ve filiálním vztahu k Thusisu, v letech 1731–1873 měl vlastní faráře. Kostel svatého Florina je poprvé zmiňován v roce 1441. Reformace v obci proběhla roku 1525. V roce 1473 byl Masein jedním z hlavních iniciátorů zlepšení cesty nedalekou soutěskou Viamala s cílem zvýšit v oblasti intenzitu tranzitní dopravy.
Chov dobytka a pěstování zemědělských plodin jsou v obci stále velmi rozšířené. Až do roku 1851 patřil Masein k soudní obci Thusis; v roce 1709 se vykoupil ze všech biskupských práv. Mezi lety 1900–1901 proběhla výstavba silnice do Thusis, v letech 1920–1967 v obci fungovala továrna na vlněné přikrývky. Meliorace území obce proběhla mezi lety 1960–1980. Masein je ekonomicky silně orientován na sousední Thusis.

## Obyvatelstvo

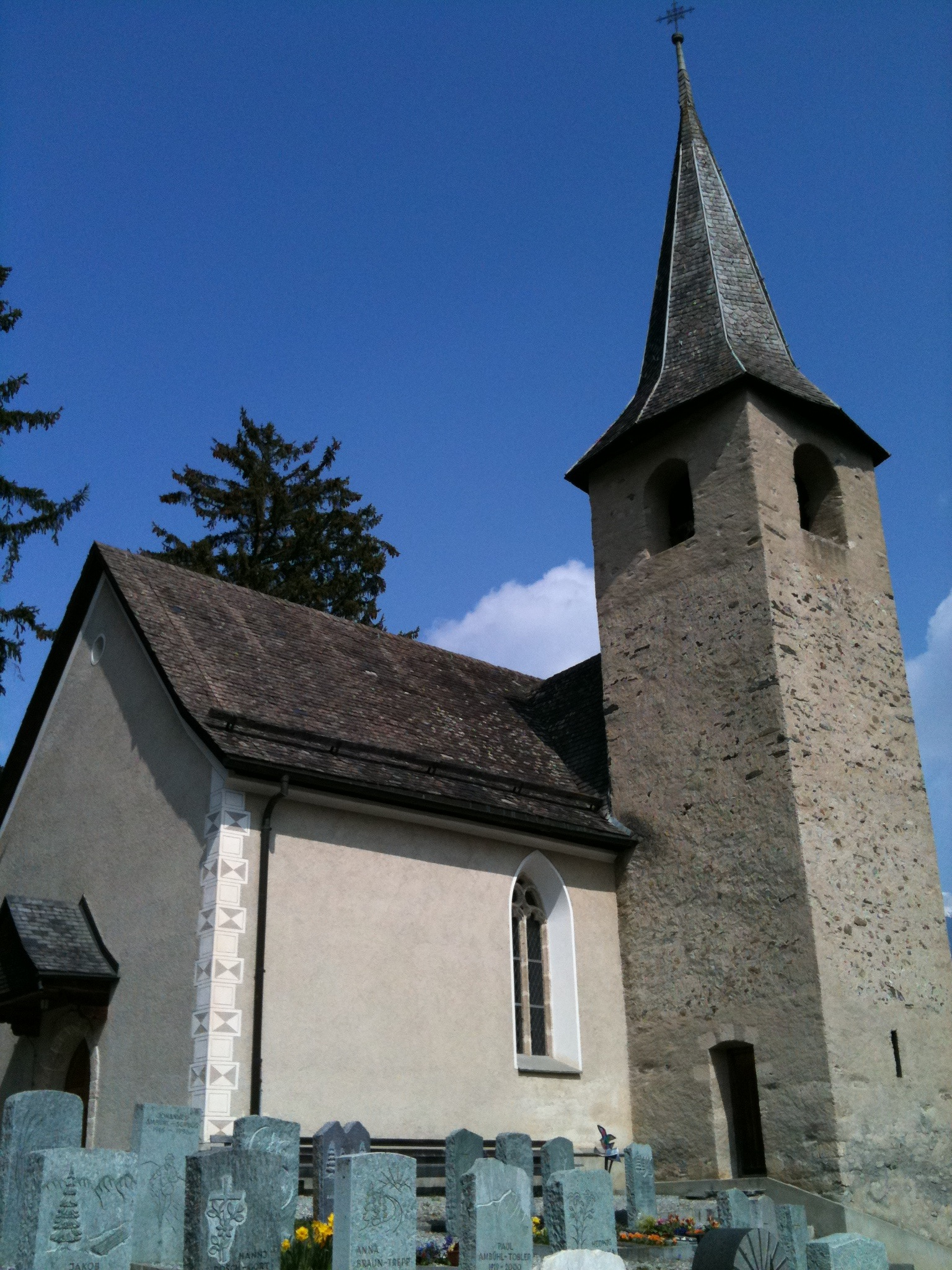
Reformovaný kostel v Maseinu

| Vývoj počtu obyvatel | Vývoj počtu obyvatel | Vývoj počtu obyvatel | Vývoj počtu obyvatel | Vývoj počtu obyvatel | Vývoj počtu obyvatel | Vývoj počtu obyvatel | Vývoj počtu obyvatel | Vývoj počtu obyvatel | Vývoj počtu obyvatel | Vývoj počtu obyvatel | Vývoj počtu obyvatel | Vývoj počtu obyvatel | Vývoj počtu obyvatel |
| -------------------- | -------------------- | -------------------- | -------------------- | -------------------- | -------------------- | -------------------- | -------------------- | -------------------- | -------------------- | -------------------- | -------------------- | -------------------- | -------------------- |
| Rok                  | 1803                 | 1850                 | 1900                 | 1950                 | 1980                 | 1990                 | 2000                 | 2005                 | 2010                 | 2012                 | 2014                 | 2016                 |                      |
| Počet obyvatel       | 198                  | 282                  | 228                  | 270                  | 227                  | 333                  | 366                  | 399                  | 409                  | 427                  | 475                  | 478                  |                      |

### Jazyky
Původně mluvili všichni obyvatelé oblasti jazykem sutselvisch, místním dialektem rétorománštiny. Již ve středověku však pod vlivem Walserů z Tschappiny obyvatelé přešli na němčinu. Románská jazyková menšina v obci koncem 20. století téměř vymizela. Úředním jazykem obce je němčina. Situaci potvrzuje následující tabulka:
| Jazyky v Maseinu |                   |                   |                   |                   |                   |                   |
| Jazyk            | Sčítání lidu 1980 | Sčítání lidu 1980 | Sčítání lidu 1990 | Sčítání lidu 1990 | Sčítání lidu 2000 | Sčítání lidu 2000 |
| Jazyk            | Počet             | Podíl             | Počet             | Podíl             | Počet             | Podíl             |
| Němčina          | 188               | 82,82 %           | 306               | 91,89 %           | 339               | 92,62 %           |
| Rétorománština   | 26                | 11,45 %           | 15                | 4,50 %            | 12                | 3,28 %            |
| Počet obyvatel   | 227               | 100 %             | 333               | 100 %             | 366               | 100 %             |

## Doprava
Jediné dopravní spojení do obce představuje okresní silnice, vedoucí z Thusis přes Masein, Flerden a Urmein do Tschappiny.